# Diga di Monteponi
La diga di Monteponi è uno sbarramento artificiale situato nell'omonima località, in territorio di Iglesias, provincia del Sulcis Iglesiente.
L'opera è stata realizzata tra il 1953 e il 1954 su progetto esecutivo redatto dagli ingegneri Michele e Carlo Viparelli; venne collaudata il 20 giugno 1955. 

La diga è di tipo murario a volta ad arco di gravità; interrompendo il corso del rio Bellicai  dà origine al lago Bellicai o Monteponi; comprese le fondamenta ha un'altezza di 30 metri. 
 
Alla quota di massimo invaso, prevista a quota 366,50 il bacino generato dalla diga ha un volume totale calcolato in 0,98 milioni di m³.
L'impianto, di proprietà della Regione Sardegna, fa parte del sistema idrico multisettoriale regionale ed è gestito dall'Ente acque della Sardegna.